# Archives départementales de la Manche
Les archives départementales de la Manche sont un service du conseil départemental de la Manche. Elles se situent à Saint-Lô.

## Historique
Instituées par la loi du 26 octobre 1796, les premiers fonds des archives départementales de la Manche ont été constitués à partir des archives collectées par les premières lois révolutionnaires en matières d'archives antérieures à 1790. La loi du 5 novembre 1790 prévoit la réunion des archives des établissements religieux aux chefs-lieux des districts (qui ont précédé les arrondissements). La loi du 25 juin 1794 rattache ces dépôts locaux aux nouvelles Archives nationales.
Le premier archiviste du département fut l'ex-bénédictin Jérôme-Jean Costin (1759-1825), de 1791 à l'an VIII, nommé « garde des Archives, bibliothécaire et commissaire général du département de la Manche » en 1791.
Les archives départementales sont alors réunies à Saint-Lô, devenue en 1795 le chef-lieu du département, en remplacement de Coutances, choisi en 1791. Une partie des archives est alors stockée dans les combles de la préfecture.
Par la loi du 10 mai 1838, les dépenses liées à la conservation des archives départementales sont dévolues au Conseil général de la Manche. En 1846, un nouveau bâtiment est construit, spécialement destiné aux archives du département.
Par une circulaire du 20 janvier 1854, le ministre de l'Intérieur prescrit dans une circulaire la rédaction d'inventaires sommaires de tous les documents antérieurs à 1790. L'archiviste Dubosc, neveu de Charles de Gerville va s'employer à en fournir relativement vite son dépôt départemental.
En juin 1944, le bombardement de Saint-Lô anéantit les précieux fonds manchois, ne laissant dans les cendres que quelques épaves.

## Directeurs
- 1954 à 1994 : Yves Nédélec[6] ;
- 1994 à 2000 : Jean-Paul Hervieu[6] ;
- 2000 à 2013 : Gilles Désiré dit Gosset ;
- Depuis 2013 : Jean-Baptiste Auzel.

## Accès
- Les Archives départementales sont situées au 103 rue du Maréchal-Juin à Saint-Lô.

## État général des fonds

### Archives antérieures à 1790
- Série « A » (Actes du pouvoir souverain et domaine public) : fonds détruits en 1944 dont les archives du domaine royal et des domaines engagés du Cotentin. Voir l'inventaire sommaire (1865)[7], et son supplément[8].
- Série « B » (Cours et juridictions) : fonds détruits en 1944 sauf certaines pièces :
  - sous-série « 1B » : cahiers de doléances de trois paroisses.
- Série « C » (Administrations provinciales) : fonds détruits en 1944.
- Série « D » (Instruction publique, sciences et arts) : fonds détruits en 1944.
- Série « E » (Seigneuries, familles, notaires, État-civil) : fonds partiellement détruits en 1944 dont « 1E » et « 2E », titres féodaux ou familiaux. La série a été enrichie après guerre des fonds non encore déposés :
  - sous-série « 3E » : registres d'état-civil ;
  - sous-série « 4E » : tables décennales ;
  - sous-série « 5E » : notariat et tabellionage.
- Série « F » (Acquisitions par voie extraordinaire : dons et achats) : fonds détruits en 1944.
- Série « G » (Clergé séculier) : fonds détruits en 1944 dont les archives de l'ancien diocèse d'Avranches et du chapitre, et partiellement de l'ancien diocèse de Coutances, du chapitre et de quelques paroisses. Mentionné dans le répertoire numérique (1913)[9].
  - sous-série « 1G » [théorique] : fonds des anciennes paroisses conservées dans la sous-série « 300 J » (dépôt des archives diocésaines de Coutances).
- Série « H » (Clergé régulier) : fonds détruits en 1944 dont ceux des abbayes et prieurés comme le Mont Saint-Michel, etc.

### Archives de 1790 à 1940
- Série « K » (Lois, ordonnances, arrêtés) : fonds détruits en 1944. La série a été enrichie après guerre de collections en double :
  - sous-série « 2K » : journaux et bulletins officiels depuis 1787.
- Série « L » (Documents administratifs et judiciaires de la période révolutionnaire : administration départementale) : fonds détruits en 1944.
- Série « M » (Lois, ordonnances, arrêtés).

(Note : Les séries suivantes sont à compléter)

### Archives depuis 1940
- Série « W » (Administration publique) : fonds versés par l'administration départementale, classement en série continue (inventaire thématique).

### Collections (XIIe–XXIesiècles)
- Série « E dépôt » ou « ED » (Archives déposées par les communes).
- Série « H dépôt » ou « HD » (Archives déposées par les établissements hospitaliers).
- Série « J » (Archives privées entrées par dons, achats, legs ou dépôts : sauf documents figurés « Fi », sonores ou audiovisuels « AV ») : papiers personnels, chartriers, archives d'entreprises, dépôt des archives diocésaines, etc.
- Série « Fi » (documents figurés).
- Série « Mi » (Microfilms).
- Série « AV » (documents sonores ou audiovisuels).
- Série « Doc » (Dossiers documentaires) : fonds constitué de la collecte de coupures de presse relative à la Manche : lieux, personnages et événements.

## Fonds numérisés
- état civil
- plan cadastral
- collection de cartes postales anciennes
- fiches matricules

## Pour approfondir

### Note
1. ↑   Dès 1803, Jérôme-Jean Costin se retira au château de la Perrine[2].